# Fidonia albosignata
Fidonia albosignata là một loài bướm đêm trong họ Geometridae.